# Ciriaco Aguirre Alberdi
Ciriaco Aguirre Alberdi (Éibar, 1872- Deva, 1933) fue un médico español promotor del sanatorio antituberculoso de Éibar y de otras iniciativas en el campo de la salud pública especialmente en la lucha antituberculosa.
El municipio de Éibar le honró dedicándole una calle.

## Biografía y trayectoria profesional
Nació en Éibar, provincia de Guipúzcoa en 1872.
Siguiendo los pasos de su padre Vicente, que fue médico titular de Éibar, se licenció en medicina y en el año 1900 ocupó la plaza de médico titular interino de Éibar.
En 1903 obtuvo la plaza en propiedad y también  ocupó el cargo de  inspector municipal de sanidad
A lo largo de su carrera profesional desarrolló varias iniciativas de interés:
- El Jardín de Convalecientes: Junto con el médico Niceto Muguruza, crearon en 1910  el llamado Jardín de Convalecientes. Una construcción sencilla  que serviría para que los enfermos tuberculosos en vías de recuperación descansaran y se alimentaran correctamente en un
lugar soleado y ventilado.
- Sanatorio antituberculoso: Ciriaco Aguirre lanzó la idea de construir un pabellón de tuberculosos que en Éibar tenía una gran incidencia causando muchas muertes.
El Ayuntamiento convocó y constituyó una junta popular que con su movilización y aportaciones sacó adelante este nuevo proyecto en 1926.  Su presidente y primer director fue Ciriaco Aguirre. A su muerte, dicho dispensario antituberculoso recibiría su nombre.
- El Sanatorio-enfermería: Esta nueva iniciativa de Ciriaco Aguirre trataba de construir una Enfermería. A tal fin el Ayuntamiento recabó la ayuda del ministerio correspondiente.  
A finales de 1927, se llegó a un acuerdo con la Dirección General de Sanidad por el que el Estado se haría cargo del cincuenta por ciento de los gastos de las obras. Pero harán falta unos años más hasta que en 1930 se inaugure el citado edificio. Dicha Enfermería acogía en ella a 40
enfermos.
En definitiva, su nombre  aparece unido a la profilaxis médica que tanto preocupaba a la sociedad médica de finales del XIX y principios del XX a causa de las diferentes epidemias padecidas por la población. 
Falleció en 1933 en un accidente de mar en Deba y el Ayuntamiento de Éibar le dedicó una calle.

## Política
Ciriaco formó parte del partido republicano autónomo de Éibar, siendo durante su juventud presidente de las Juventudes del partido.